# Rolesville
Rolesville est une ville américaine située dans le comté de Wake dans l'État de Caroline du Nord. En 2010, sa population était de 3 786 habitants.

## Démographie
| 1880 | 1890 | 1900 | 1910 | 1950 | 1960 |
| ---- | ---- | ---- | ---- | ---- | ---- |
| 115  | 150  | 155  | 170  | 288  | 358  |

| 1970 | 1980 | 1990 | 2000 | 2010  | - |
| ---- | ---- | ---- | ---- | ----- | - |
| 533  | 381  | 572  | 907  | 3 786 | - |

## Source de la traduction
- (en) Cet article est partiellement ou en totalité issu de l’article de Wikipédia en anglais intitulé « Rolesville, North Carolina » (voir la liste des auteurs).